# Železniční trať Jastrzębie Zdrój Moszczenica – Zebrzydowice
Železniční trať Jastrzębie Zdrój Moszczenica – Zebrzydowice byla jednokolejná elektrizovaná trať v Polsku s číslem 170.

## Historie
První plány na stavbu tratě vznikly už roku 1925, ale pro nedostatek financí se trať otevřela až v roce 1935. Elektrizace tratě probíhala v 80. letech 20. století, v té době byla také otevřena zastávka „Zebrzydowice Przystanek“. V rámci stavby dolu Jas-Mos Moszczenica byla zřízena i vlečka u zastávky „Jastrzębie-Zdrój Zofiówka“.

## Zánik
Trať v 90. letech zaznamenala pokles počtu přepravovaných cestujících, neboť mnozí z nich začali používat automobilovou dopravu. Trať byla ve špatném stavu kvůli poddolování, čímž se snížila traťová rychlost. Trať byla rovněž stranou zájmu úřadů. V roce 1997 se zastavila pravidelná osobní doprava a o dva roky později i nákladní doprava. Roku 2000 bylo demontováno trakční vedení a roku 2005 byl prakticky odstraněn i železniční svršek.

## Využití zrušené tratě
Mezi lety 2017-2020 byla na tělese trati postavena cyklostezka pojmenovaná Železná cyklostezka.